# FC 치후라 사치헤레
FC 치후라 사치헤레(조지아어: საფეხბურთო კლუბი ჩიხურა საჩხერე, 영어: FC Chikhura Sachkhere)는 사치헤레를 연고로 하는 조지아의 축구 클럽이다. 현재는 우마글레시리가에 참가하고 있다.

## 성적
- 우마글레시리가 준우승 1회 (2016)
- 조지아 컵 준우승 2회 (2012-13, 2013-14)
- 조지아 슈퍼컵 우승 1회 (2013), 준우승 1회 (2014)